# Cippo etrusco

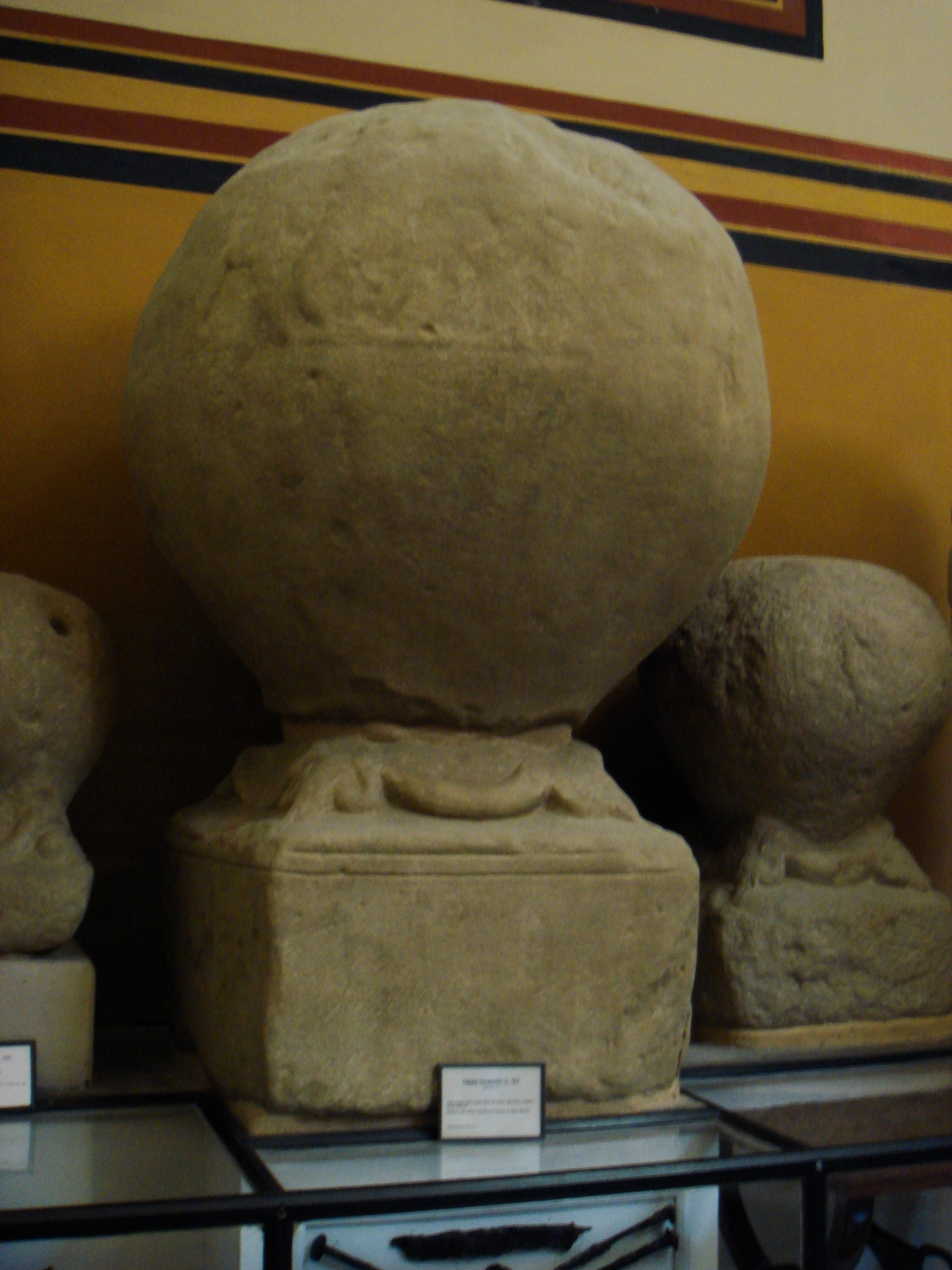
Cippo funerario n. 157. Bologna, Museo civico archeologico.

Il cippo etrusco è un manufatto in pietra prodotto in Etruria. A forma di tronco di colonna o di pilastro, veniva inserito nel terreno o collocato sopra un monumento; poteva servire come segnacolo per la suddivisione del territorio (cippo terminale) o come segnacolo tombale.

## Cippo terminale
La limitatio era la pratica di apporre nel terreno una serie di allineamenti detti limites con lo scopo di stabilire i confini territoriali che erano sacri e inviolabili, così come esigevano le disposizioni date dal dio Tinia e trasmesse agli antichi uomini etruschi dalla ninfa Vegoia divenendo così la prova concreta dell'importanza sacra e successivamente giuridica dei limites. Un cippo terminale era solitamente un semplice parallelepipedo con un'iscrizione che indicava il carattere pubblico o privato del confine. Un tipico esempio di cippo terminale proviene da Bettona (ora al museo civico locale), è alto 90 cm e presenta lavorazioni sulla parte superiore, mentre quella grezza era interrata, la porzione superiore della faccia anteriore reca l'iscrizione "Tular Larna" ovvero "Confine di Larna".
I cippi terminali rappresentano dei veri e propri documenti, importanti sia per la lunghezza del testo sia per il valore del contenuto, come il Cippo di Perugia oggi al Museo archeologico nazionale dell'Umbria, databile al III-II secolo a.C., che reca inciso su due lati quarantasei righe e centotrenta parole. Per quanto riguarda il contenuto, sembrerebbe rappresentato un contratto stipulato tra due famiglie sulla definizione dei confini dei rispettivi possedimenti terrieri.

## Cippo sepolcrale
I cippi sepolcrali indicavano il simbolico collegamento tra l'Oltretomba, dove è andata l'anima del defunto, ed il Cielo, dove l'anima doveva andare per raggiungere l'immortalità. Impiegati su tutto il territorio etrusco si differenziavano per forma, materiale e decorazioni scolpite. Queste erano frequentemente di tipo animalistico e dotate di funzione apotropaica.
Il tipo detto "a cipolla" era costituito da un bulbo sferico ed era particolarmente diffuso in area centrale. A Vulci erano più diffusi tra IV e III secolo a.C. i cippi "a dado", a forma di parallelepipedo, che riprendevano la struttura degli omonimi sepolcri e recavano sulla faccia anteriore una decorazione a forma di porta, talvolta sormontata dall'iscrizione. A Ferento, in area viterbese, una simile tipologia veniva posta su un basamento e si sviluppava in senso monumentale con complesse modanature ed elementi di coronamento. A Caere si distinguono ancora i cippi "a colonnetta"  e quelli "a casetta" rispettivamente per le sepolture maschili e femminili. Anche a Pisa, nel VI e V secolo a.C., era presente una notevole produzione di segnacoli per le sepolture, come cippi in marmo dalle forme di colonnina e clava, oppure emisferici e decorati da protomi zoomorfe.

### Cippi chiusini

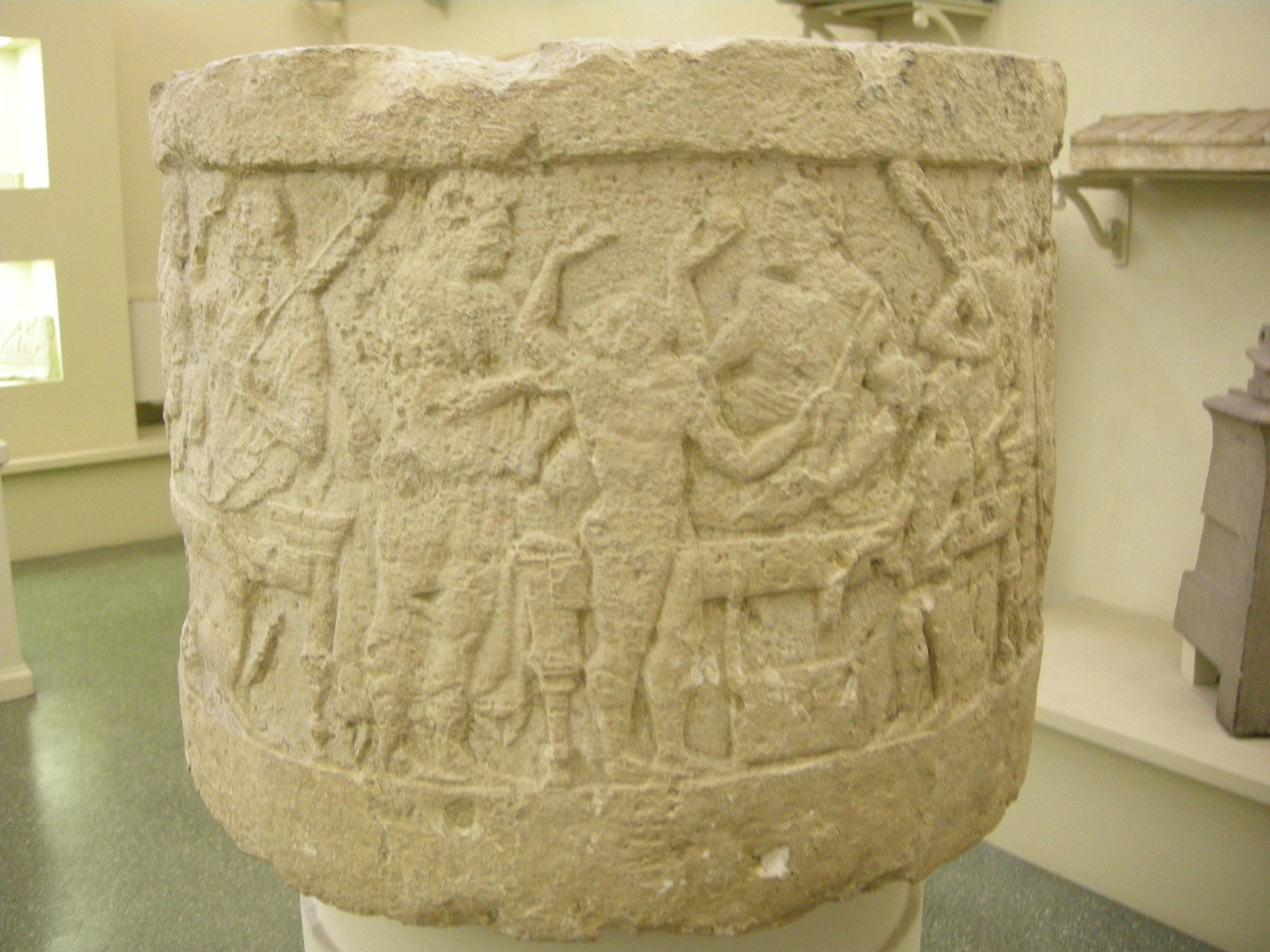
Cippo di Chiusi con scena di banchetto

I cippi chiusini del VI secolo a.C. sono tra gli esemplari più interessanti, decorati a bassorilievo con scene legate alla celebrazione del defunto: dai preparativi nuziali alle cerimonie e danze funerarie, dalle scene di vita pubblica a quelle militari e quotidiane. Inizialmente formati da più elementi sovrapposti di differenti forme e sormontati da un elemento sferico, tendono col tempo a semplificarsi.
In particolare, il cippo di Chiusi, 490-480 a.C. oggi al Museo Barracco, realizzato in pietra, reca scene di combattimento, partenze di cavalieri e la vestizione di un oplita su ispirazione dei modelli greci, mentre un altro segnacolo, databile 500-490 a.C. di provenienza ignota, presenta sia il corteo funebre sia scene di vita quotidiana.
Tale pregiata produzione vedrà il suo decadimento artistico all'inizio del V secolo con sterili e banali ripetizioni artistiche.